# Maud Earl
Maud Earl (ur. 1864 w Londynie, zm. 1943 w Nowym Jorku) – angielska malarka.

## Życiorys
Ukończyła Royal Female School of Art. Jej ulubionym motywem w malarstwie były psy. Tradycje malarskie w jej rodzinie były bardzo silne, ponieważ malowali także jej ojciec, George Earl, wuj Thomas Earl i brat Percy Earl. Podobnie jak Maud, najczęstszym tematem ich prac były zwierzęta, jednak żaden z członków jej rodziny nie odniósł takich sukcesów jak ona. Do popularyzacji jej malarstwa przyczyniło się wydanie reprodukcji obrazów przez Photographische Gesellschaft w Berlinie.
W 1916 roku wyjechała do USA. Zmarła w 1943 roku i została pochowana na cmentarzu w Sleepy Hollow w stanie Nowy Jork.

## Galeria

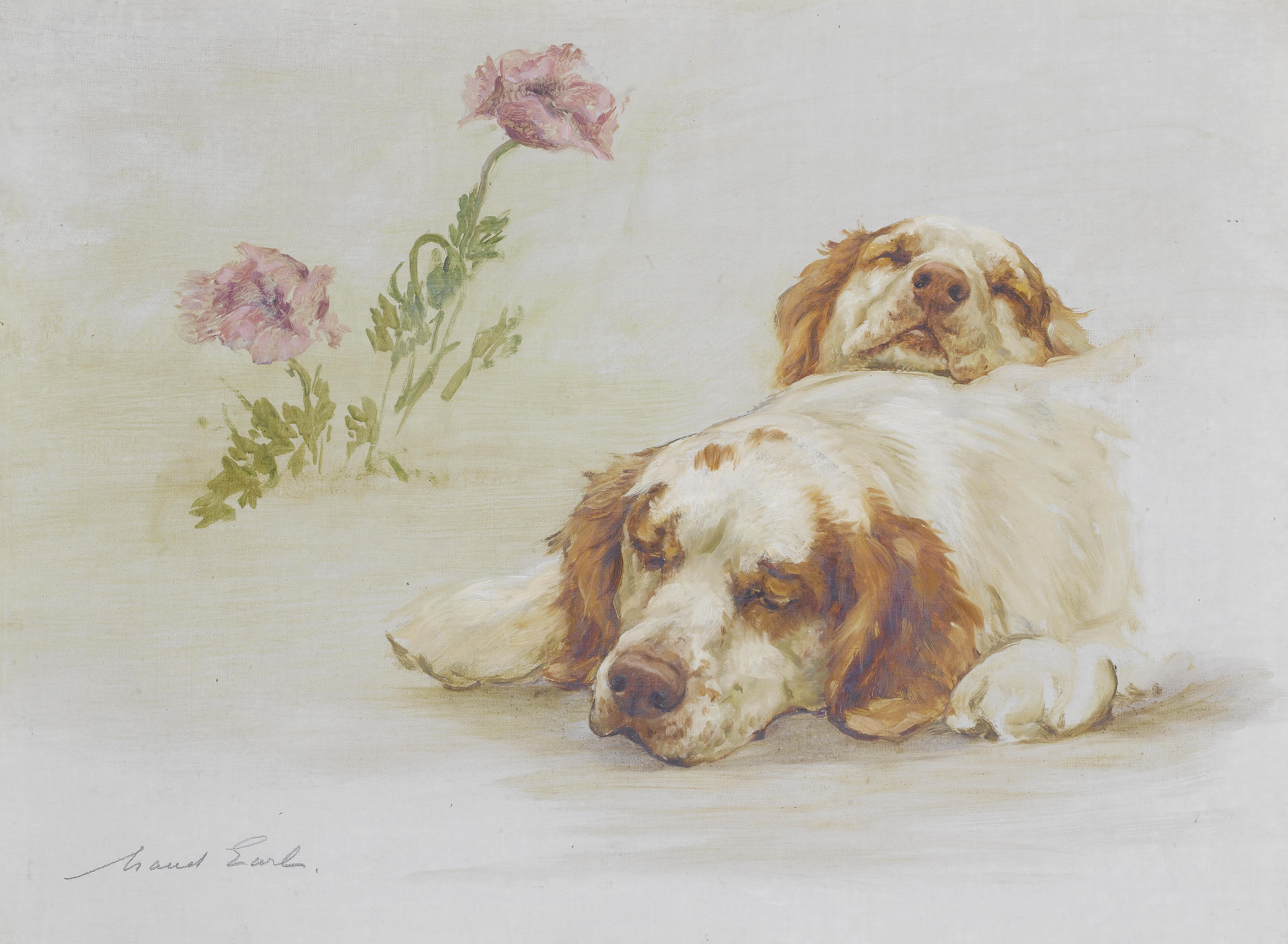
Surely, Surely, Slumber is more sweet than Toil
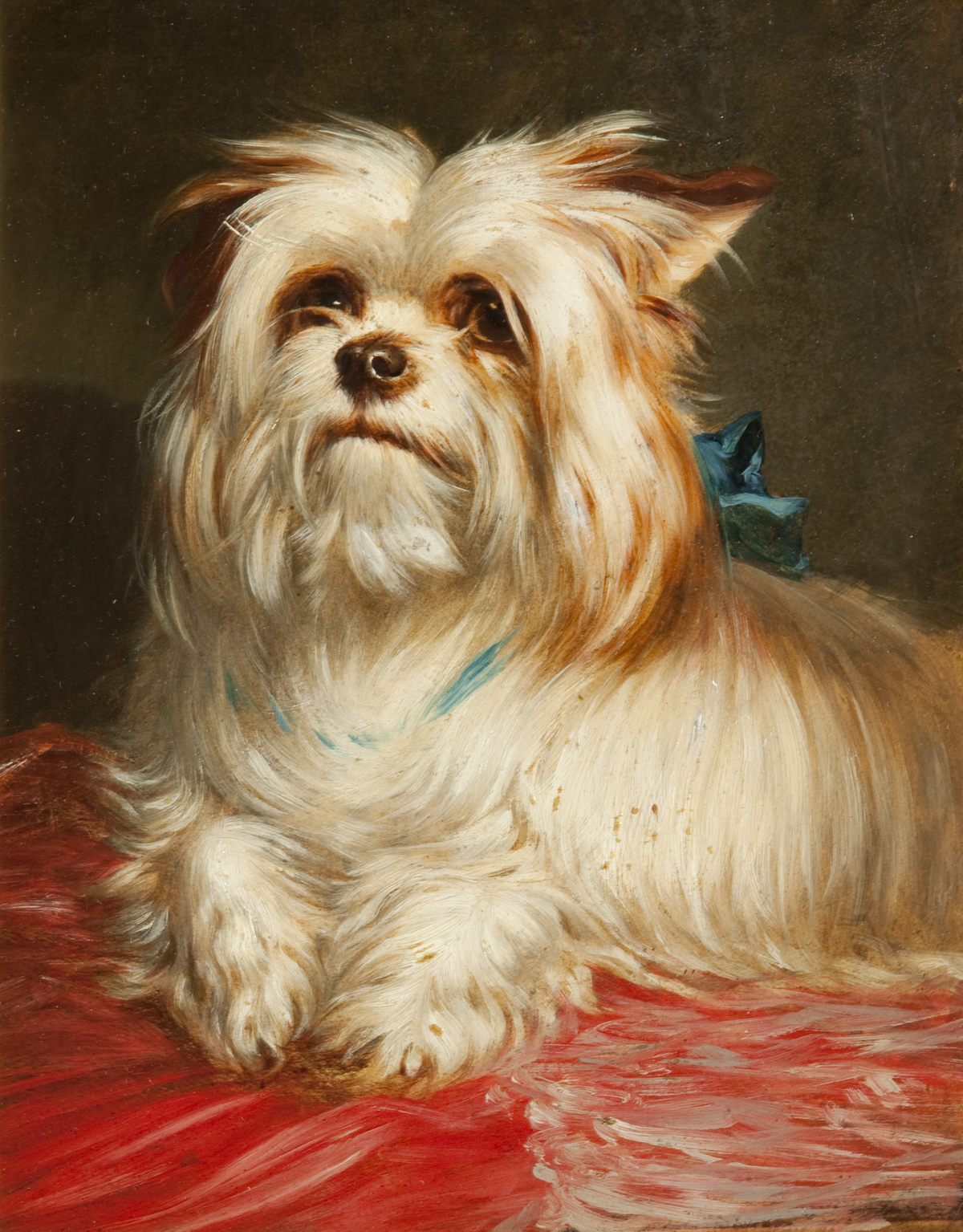
A Yorkshire Terrier
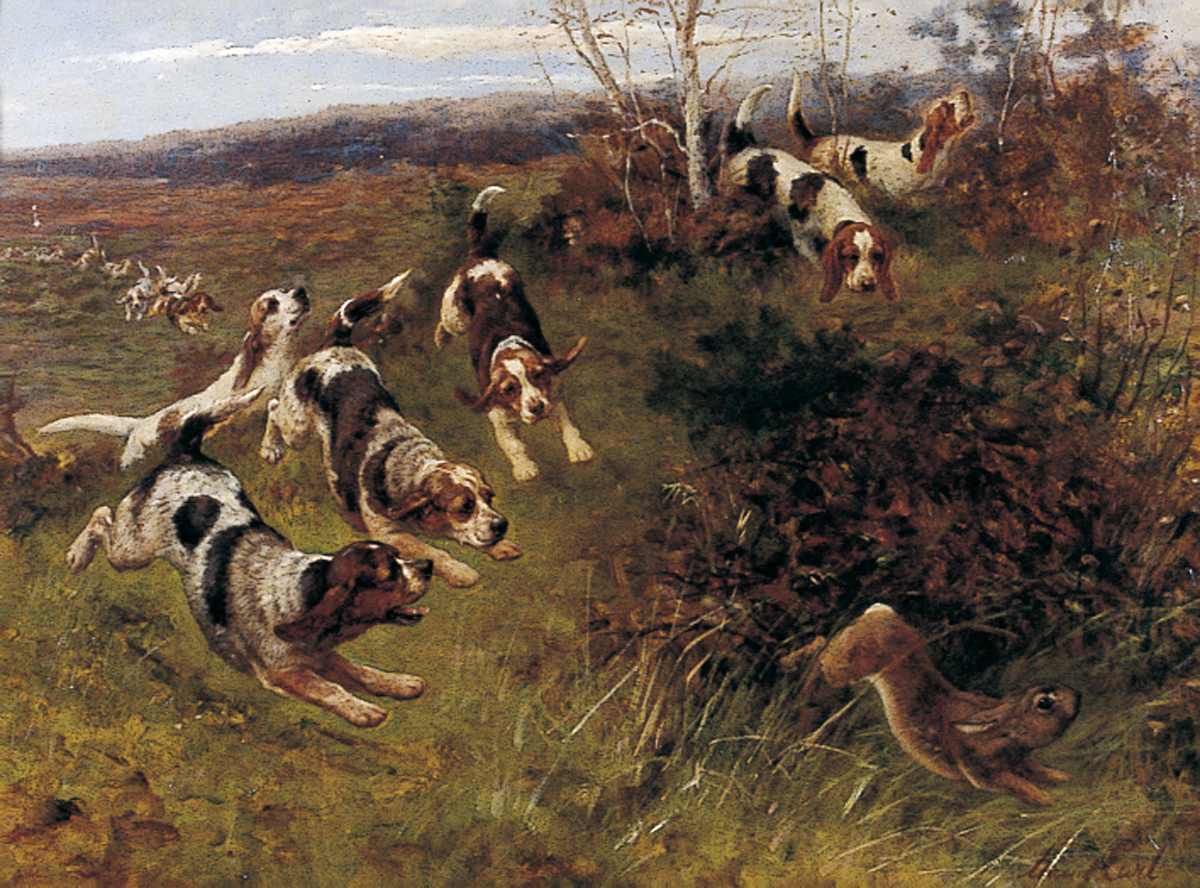
Sussex Pocket Beagles (Much Cry Little Fur
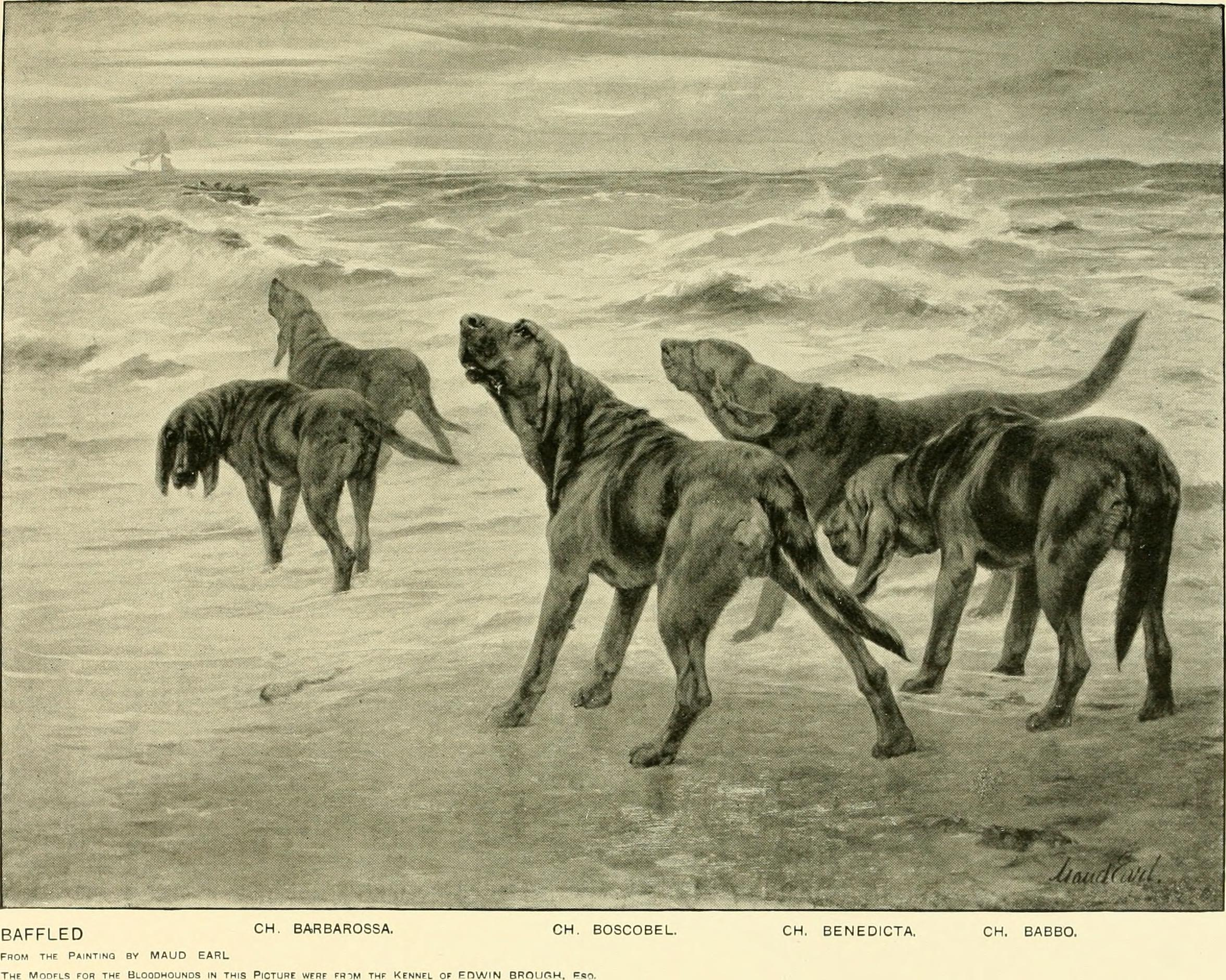